# 로저와 나
로저와 나(Roger & Me)는 미국에서 제작된 마이클 무어 감독의 1989년 다큐멘터리 영화이다. 마이클 무어 등이 주연으로 출연하였고 마이클 무어 등이 제작에 참여하였다.

## 출연

### 주연
- 마이클 무어

### 조연
- 제임스 본드
- 팻 분
- 애니타 브라이언트
- 카렌 에젤리
- 밥 유뱅스
- 톰 케이
- 케이 레니 래 라프코
- 로저 B. 스미스
- 로버트 슐러
- 프레드 로스
- 리처드 얼 소든
- 조지 셀즈
- 론다 브리튼

## 제작진
- 제작팀장: Wendy Stanzler
- 제작진행: 로드 벌리슨
- 제작진행: 앤 보렌
- 제작진행: Robert Wilhelm
- 음향: 주디 어빙